# Étoile d'or (cyclisme)
Pour les articles homonymes, voir Étoile d'or.
L'Étoile d'or-Grand Prix Centre Presse-La Nouvelle République est une course cycliste française disputée au mois de mai dans les départements de la Vienne et de l'Indre. Créée en 2007, cette épreuve organisée par le Cycle Poitevin est inscrite au calendrier de l'UCI Coupe des Nations U23.

## Histoire
Ancienne course du calendrier national, l'Étoile d'or a également été inscrite au programme de la Coupe de France DN1 par le passé. 
Depuis 2019, elle figure au calendrier de l'UCI Coupe des Nations U23. De 2007 à 2019, elle est disputée sous la forme d'une course d'un jour. En 2020, elle devient une course par étapes, mais cette édition est annulée en raison de la pandémie de coronavirus.

## Palmarès
| Année                        | Vainqueur           | Deuxième           | Troisième            |
| ---------------------------- | ------------------- | ------------------ | -------------------- |
| Course nationale             |                     |                    |                      |
| 2007                         | Franck Charrier     | David Dupont       | Jean Mespoulède      |
| 2008                         | Morgan Chedhomme    | Médéric Clain      | Christophe Diguet    |
| 2009                         | Troels Vinther      | Médéric Clain      | Nicolas Hartmann     |
| 2010                         | Fabien Bacquet      | Cyrille Patoux     | Fabien Fraissignes   |
| 2011                         | Alo Jakin           | Luis Mansilla      | Erwan Brenterch      |
| 2012                         | Clément Koretzky    | Bryan Nauleau      | Christopher De Souza |
| 2013                         | Steven Tronet       | Risto Raid         | Kévin Lalouette      |
| 2014                         | Stéphane Rossetto   | Alo Jakin          | Jérémy Cornu         |
| 2015                         | Anthony Maldonado   | Marco Gaggia       | Aksel Nõmmela        |
| 2016                         | Simon Sellier       | Clément Mary       | Nans Peters          |
| 2017                         | Fabien Schmidt      | Alexys Brunel      | Cyrille Patoux       |
| 2018                         | Flavien Dassonville | Frédéric Guillemot | Maxime Jarnet        |
| Course espoir internationale |                     |                    |                      |
| 2019                         | Alexander Konychev  | Marten Kooistra    | Michele Gazzoli      |
| 2020                         | annulée             | annulée            | annulée              |
| 2021                         | Filip Maciejuk      | Kévin Vauquelin    | Filippo Baroncini    |